# Coupe du monde des nations d'athlétisme
Pour les articles homonymes, voir Coupe des Nations.
La Coupe du monde des nations d'athlétisme était une compétition d'athlétisme par équipes.
Elle regroupait les équipes des cinq continents (masculines et féminines), l'équipe des États-Unis et les deux équipes en tête de la dernière coupe d'Europe des nations d'athlétisme.
En 2010, la Coupe du monde des nations devient la Coupe continentale d'athlétisme.

## Principes
- Les compétitions féminines et masculines sont distinctes.
- La compétition se déroule, en règle générale, sur deux jours.
- Chaque équipe présente un participant à chacune des 20 épreuves.
- Le concurrent placé premier fait remporter 8 points à son pays, celui classé second 7 points et ainsi de suite jusqu'au dernier qui ne récolte qu'un point. En cas d'ex æquo (notamment pour les concours), les points attribués aux places occupées par les ex æquo sont équitablement partagés. Un concurrent disqualifié pour une épreuve ou éliminé à un concours sans réussir de marque valable, ne fait récolter aucun point.

## Liste des épreuves
| - 100 m - 200 m - 400 m - 800 m - 1 500 m | - 3 000 m - 5 000 m - 110 m haies (H) / 100 m haies (F) - 400 m haies - 3 000 m steeple | - Saut en hauteur - Saut en longueur - Triple saut - Saut à la perche - Lancer du disque | - Lancer du marteau - Lancer du poids - Lancer du javelot - Relais 4 × 100 m - Relais 4 × 400 m |

## Vainqueurs
| Édition  | Dates              | Lieu                                           | Vainqueur masculin | Vainqueur féminin           |
| -------- | ------------------ | ---------------------------------------------- | ------------------ | --------------------------- |
| CMN 1977 | 2 au 4 septembre   | Düsseldorf, Rheinstadion                       | Allemagne de l'Est | Europe                      |
| CMN 1979 | 24 au 26 août      | Montréal, Stade olympique                      | États-Unis         | Allemagne de l'Est          |
| CMN 1981 | 15 et 16 août      | Rome, Stade olympique                          | Europe             | Allemagne de l'Est          |
| CMN 1985 | 4 au 6 octobre     | Canberra, Canberra Stadium                     | États-Unis         | Allemagne de l'Est          |
| CMN 1989 | 17 et 18 août      | Barcelone, Stade olympique Lluís-Companys      | États-Unis         | Allemagne de l'Est          |
| CMN 1992 | 8 au 10 septembre  | La Havane, Estadio Panamericano                | Afrique            | Équipe unifiée de l’ex-URSS |
| CMN 1994 | 9 au 11 septembre  | Londres, Crystal Palace National Sports Centre | Afrique            | Europe                      |
| CMN 1998 | 11 au 13 septembre | Johannesburg, Johannesburg Stadium             | Afrique            | États-Unis                  |
| CMN 2002 | 20 et 21 septembre | Madrid, Estadio Metropolitano                  | Afrique            | Russie                      |
| CMN 2006 | 16 et 17 septembre | Athènes, Stade olympique d'Athènes             | Europe             | Russie                      |